# Лав Охридски
Лав Охридски је био охридски архиепископ, византијски филозоф и писац.
Рођен је у Пафлагонији, Био је хартофилакс у Аја Софији у Цариграду. Након 1025. изабран је за архиепископа охридског.
1053. године започео је црквени сукоб за утицај у јужној Италији између цариградског патријарха Михаила Кируларија и папе Лaва IX. Црква у јужној Италији биле су под јурисдикцијом Цариградске патријаршије. Патријарх Михаило Керуларије  јесазнао да је византијско богослужење у овим областима замењен латинским, и као одговор на то затворио све храмове латинског обреда у Цариграду. Патријарх наређује архиепископу Лаву Охридском да састави поруку против Латина у којој би литургијска служба са бесквасним хлебом била осуђена; пост у суботу у време Великог поста; изостанак певања „Аллелуја“ током поста; конзумирење задављене рибе и др. Посланица је послата у Апулију, а адресирана је на епископа Јована Транијева, а преко ње свим бискупима Франака и „најчаснијем папи“. Хумберт од Силва Кандиде написао је одговор у коме је бранио латинске богослужење и осудио византијско. Лав Охридски је током дебате написао још две поруке. Полемика између латинских и грчких теолога завршила је Великим расколом цркве 1054. године. Критические опыты по истории древнейшей греко-русской полемики против латинян // Санкт-Петербург : тип. Акад. наук, 1878 стр. 146 (второе послание)